# Corycaeus minimus
Corycaeus minimus är en kräftdjursart som beskrevs av F. Dahl 1894. Corycaeus minimus ingår i släktet Corycaeus och familjen Corycaeidae. Inga underarter finns listade i Catalogue of Life.
Corycaeus minimus
Är marina varelser som ingår i släktet Corycaeus minimus. Corycaeus är ett kräftdjurssläkte. Corycaeus minimus är en ganska okänd art som saknar relativt mycket forskning. Under mitten av 1800-talet misstog man sig att Corycaeus var ett släkte där maskar skulle specificeras in i. Man har under senare tid kunnat se att det är ett kräftdjurssläkte.